# اسمیتسان
اسمیتسان (انگلیسی: Smythson) شرکت کالای لوکس بریتانیایی است، که در سال ۱۸۸۷ تأسیس شد.